# Hyundai Kona
Hyundai Kona — компактный кроссовер корейского производителя автомобилей Hyundai.

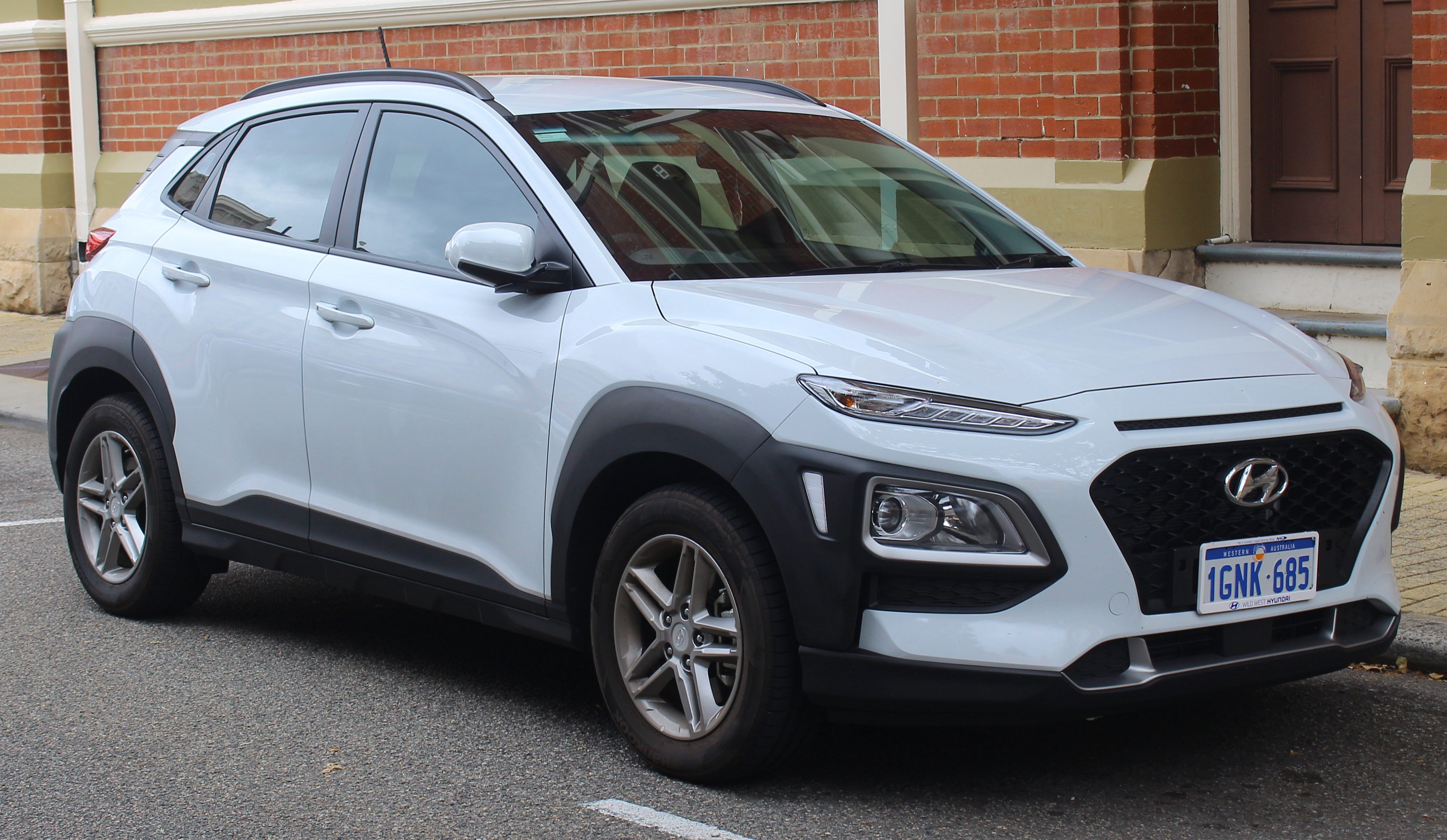
Hyundai Kona Active

Автомобиль представлен в июне 2017 года и продаётся в странах Западной Европы с конца 2017 года. В Португалии автомобиль называется Hyundai Kauai, в Китае — Hyundai Encino.
Автомобиль построен на платформе Hyundai-Kia GB, и Hyundai i20 (GB), Kia Rio (YB), что и новый кроссовер Kia Stonic. Автомобиль поставляется с передним или полным приводом. Передняя подвеска Макферсон, задняя — торсионная балка при переднем приводе или многорычажная подвеска при полном. Кузов на 51,8 % выполнен из высокопрочных сталей, производимых компанией Hyundai самостоятельно.
В комплекс систем безопасности входят автоматическое торможение, мониторинг разметки с подруливанием, слежение за мертвыми зонами и переключение с дальнего света фар на ближний без участия водителя. Для всего этого есть камера и радар.
Информационно-развлекательная система может обладать сенсорным дисплеем диагональю пять, семь или восемь дюймов. Медиацентр поддерживает интерфейсы Android Auto и Apple CarPlay. В числе опций покупатели обнаружат проекционный экран и беспроводную зарядку для смартфона.

### Hyundai Kona Electric

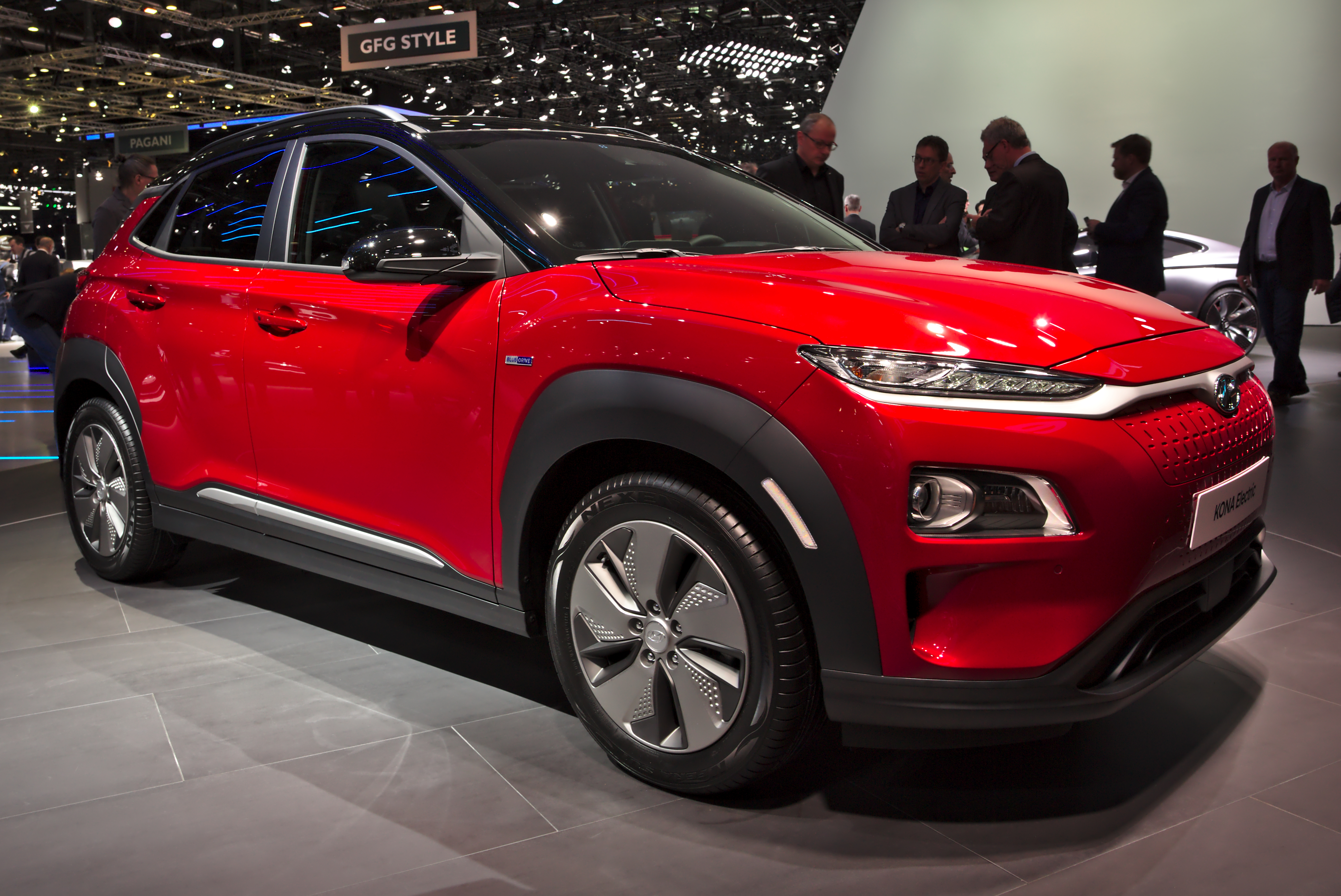
Hyundai Kona Electric (2018 - 2020)
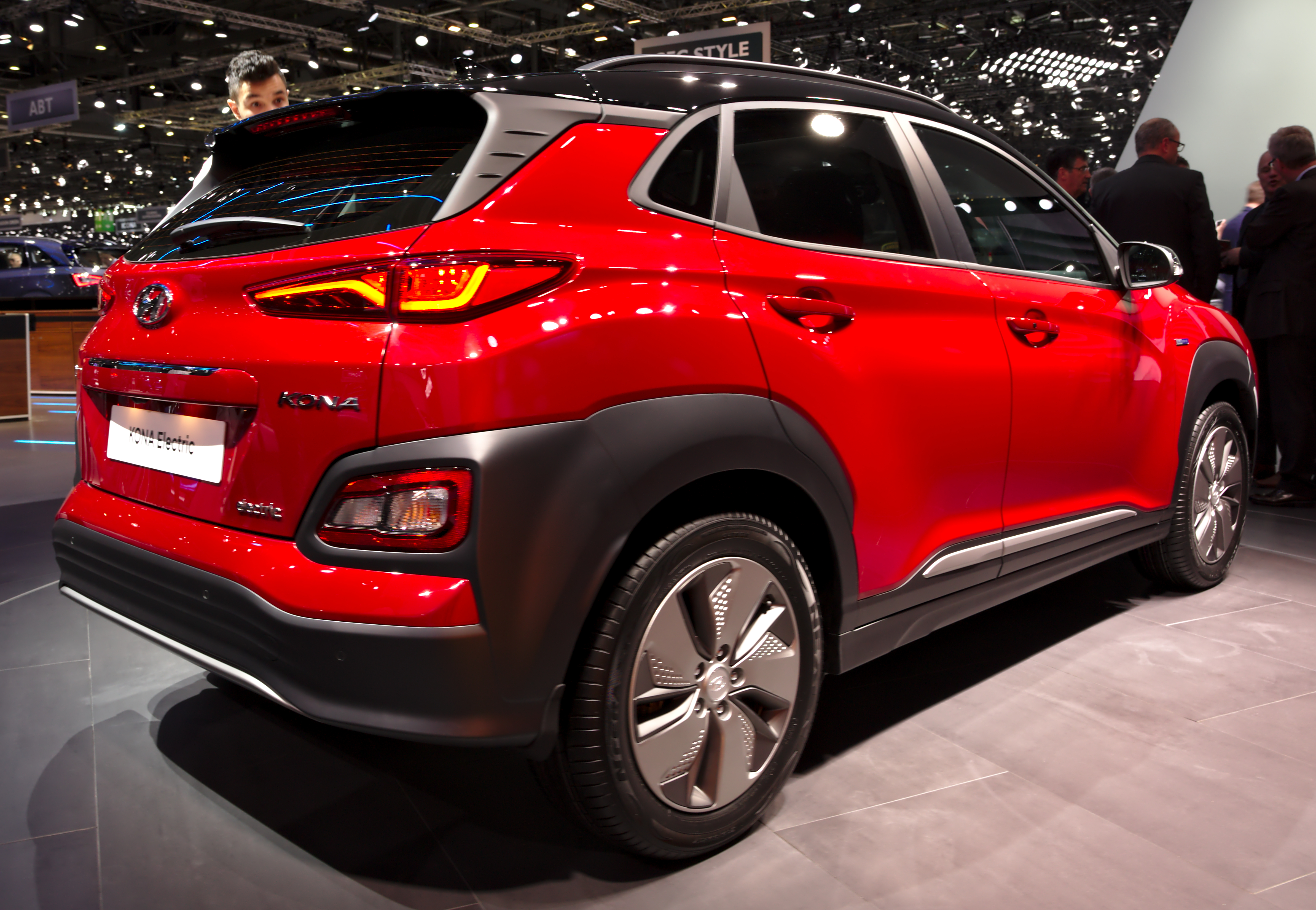
Вид сзади
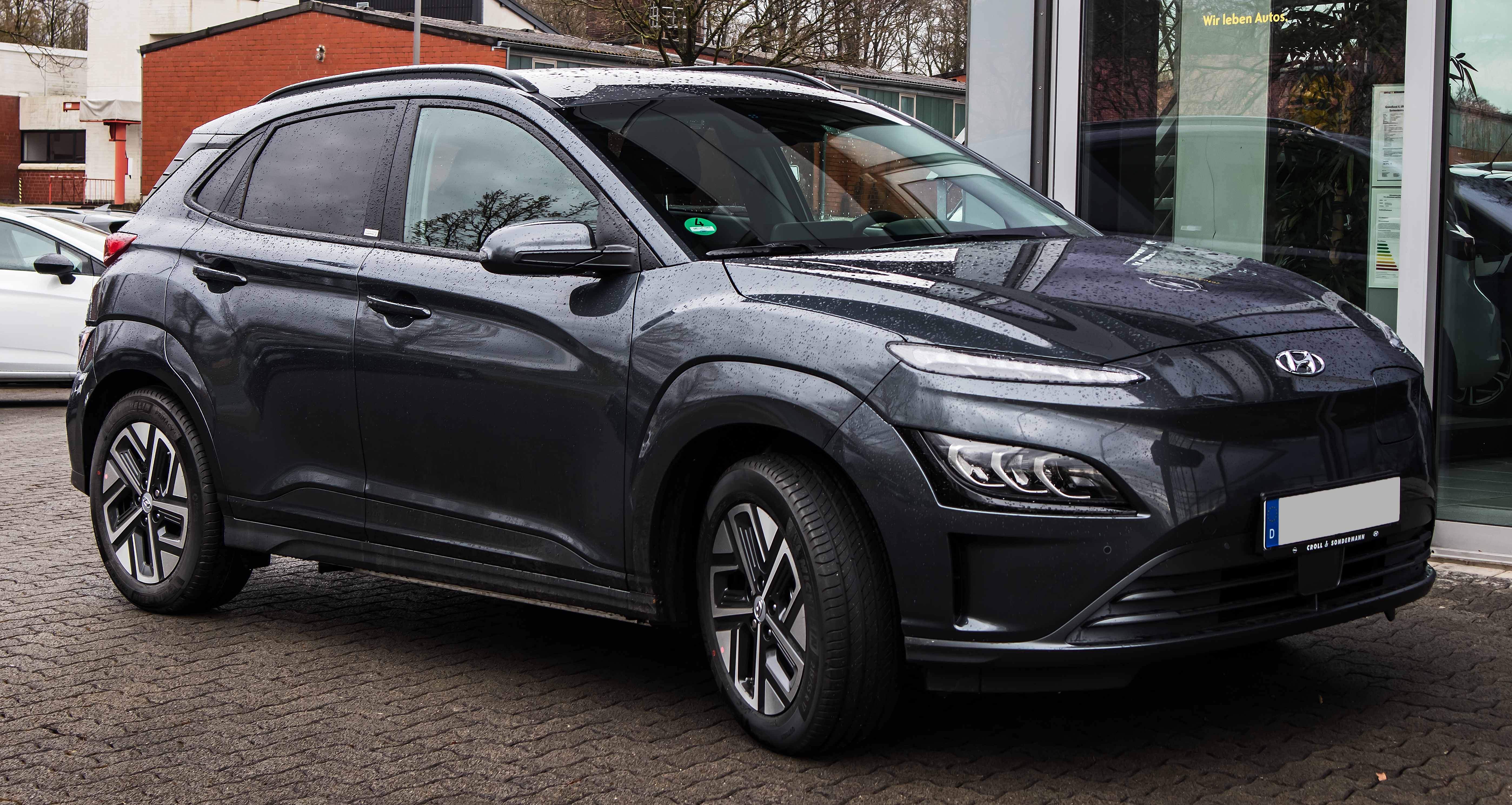
Hyundai Kona Elektro (2020 - 2023.)
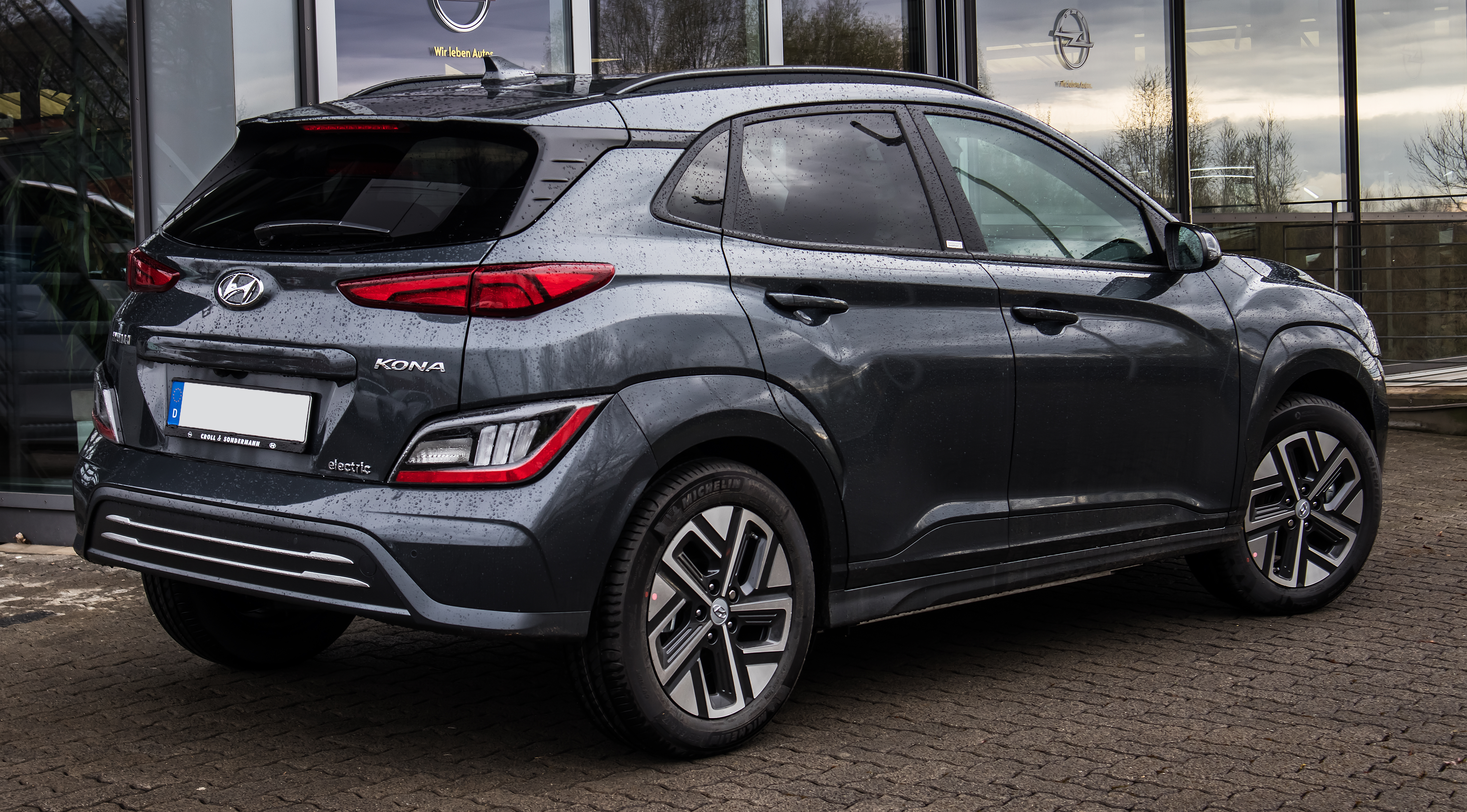
Вид сзади
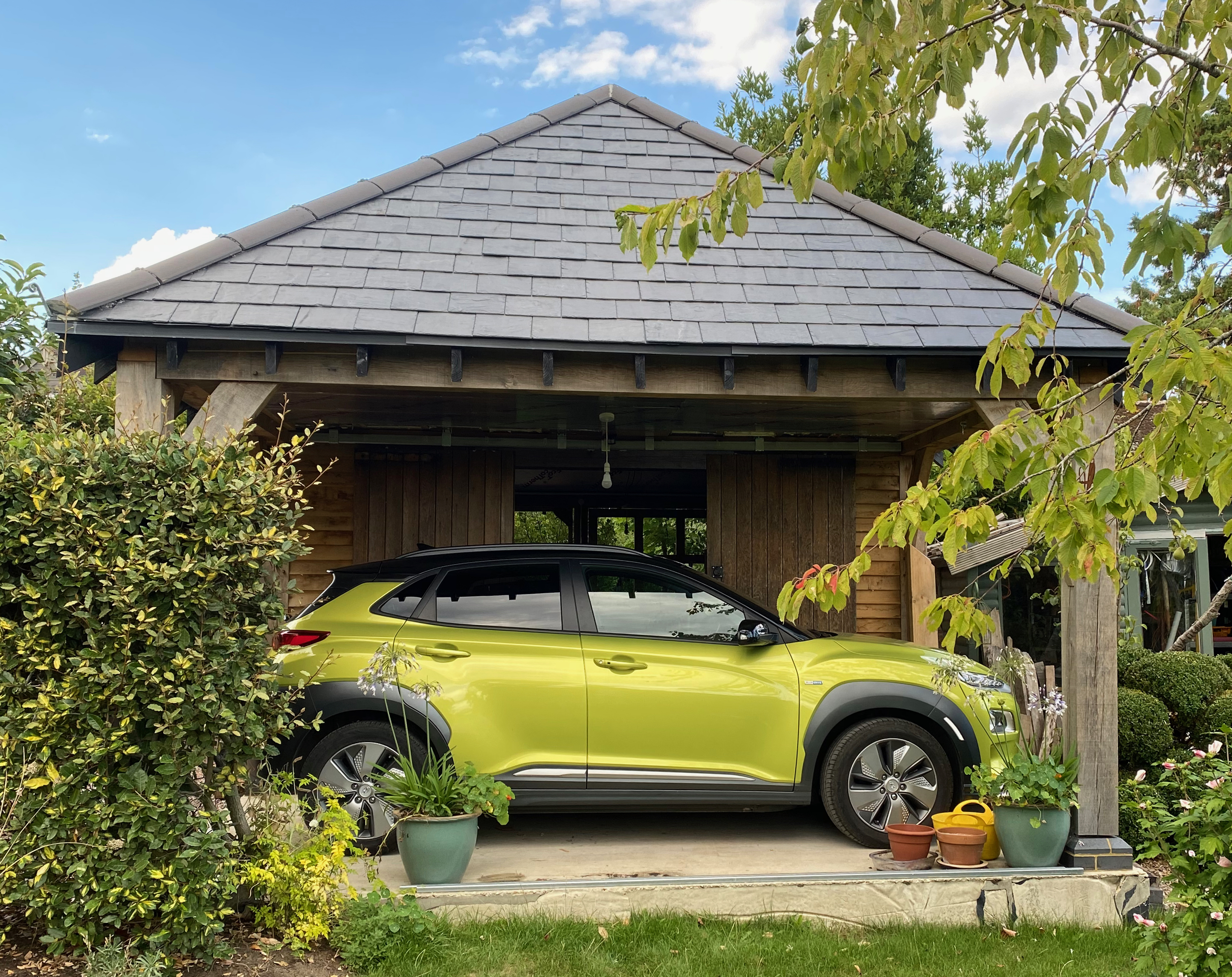
Вид сбоку
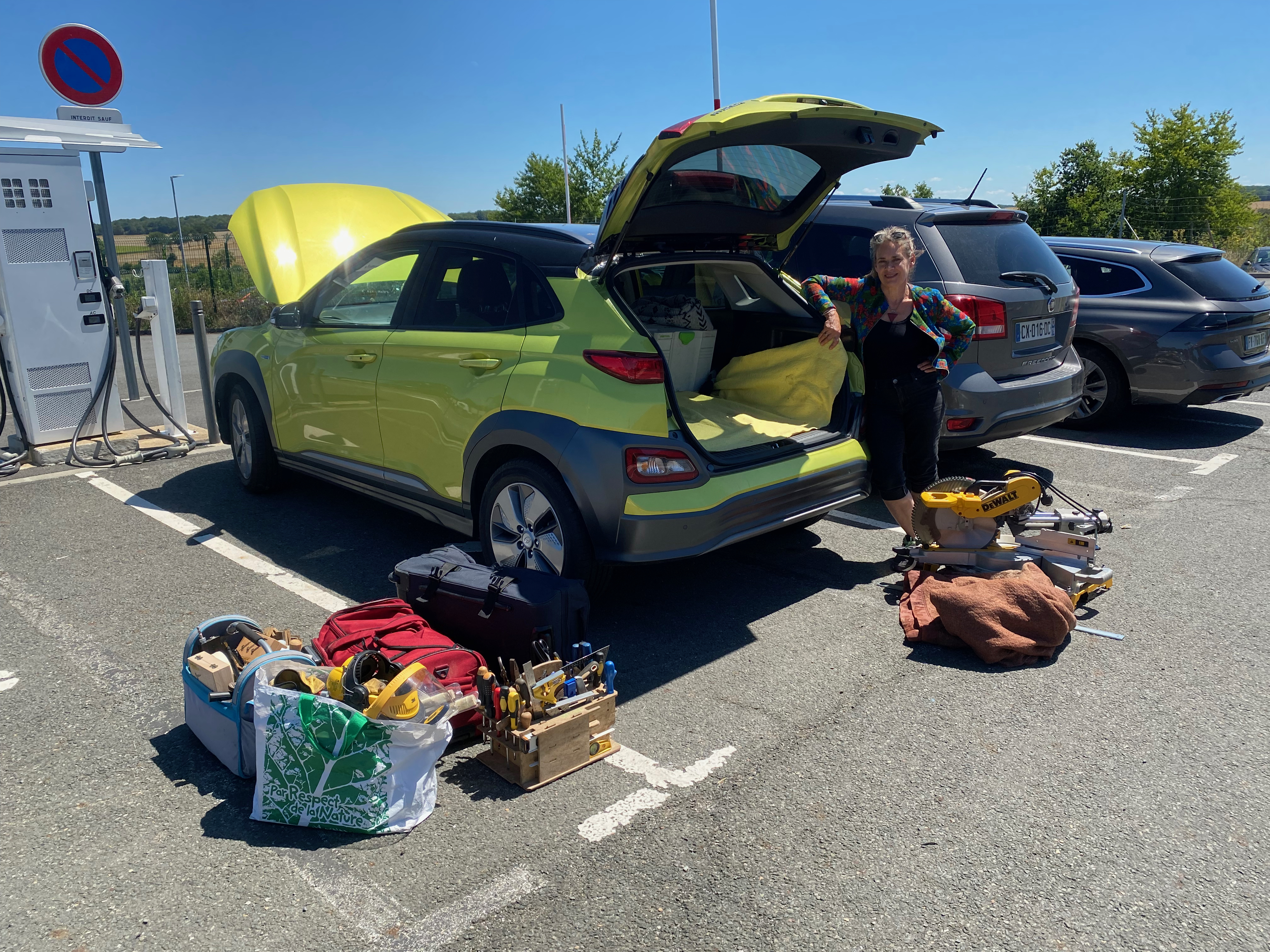
Багажник
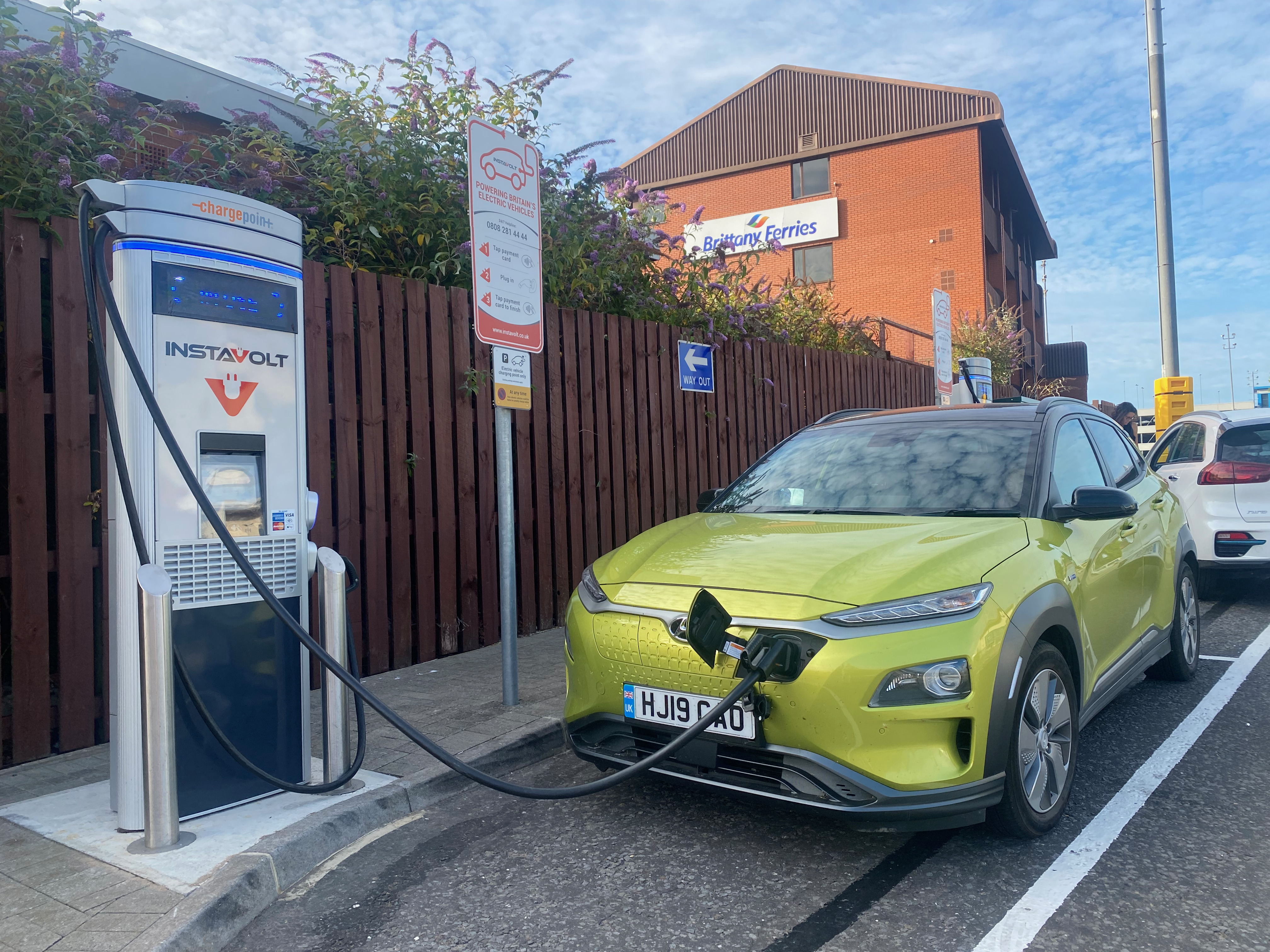
Hyundai Kona Electric на зарядке

На прошедшем в марте 2018 года Женевском автосалоне была представлена предсерийная электрическая версия Hyndai Kona Electric. Начало продаж в Западной Европе назначено на лето 2018 года, а в следующем году начнётся производство в Индии. Внешне Kona Electric отличается от бензиновых версий увеличенным на 15 мм дорожным просветом, формой бамперов и конструкцией фальш-решётки «радиатора», за которой установлен разъём для зарядного кабеля.
Корейцы предложат Hyundai Kona Electric с различными по объему аккумуляторами. Базовая версия с тяговыми аккумуляторами общей ёмкостью 39,2 кВт·ч и мотором мощностью 99 кВт и крутящим моментом 395 Нм ускоряется от 0 до 100 км/ч за 9,2 с и способна проехать на одной зарядке, по утверждению производителя, 300 км. Более мощная версия с аккумуляторами ёмкостью 64 кВт·ч и мотором в 150 кВт ускоряется от 0 до 100 км/ч за 7,6 с и способна проехать на одной зарядке 470 км.
В 2017 году он получил 5 звёзд в EuroNcar.

## Второе поколение (2023-н.в)
Hyundai Kona следующего поколения дебютировал в начале 2023 года, но теперь впервые появился в "металле" на международном автомобильном событии в "Большом Яблоке", где производитель представил три комплектации модели, включая совершенно новую Kona Electric.
Он получил в 2023 году 4 звёзды в EuroNcar.

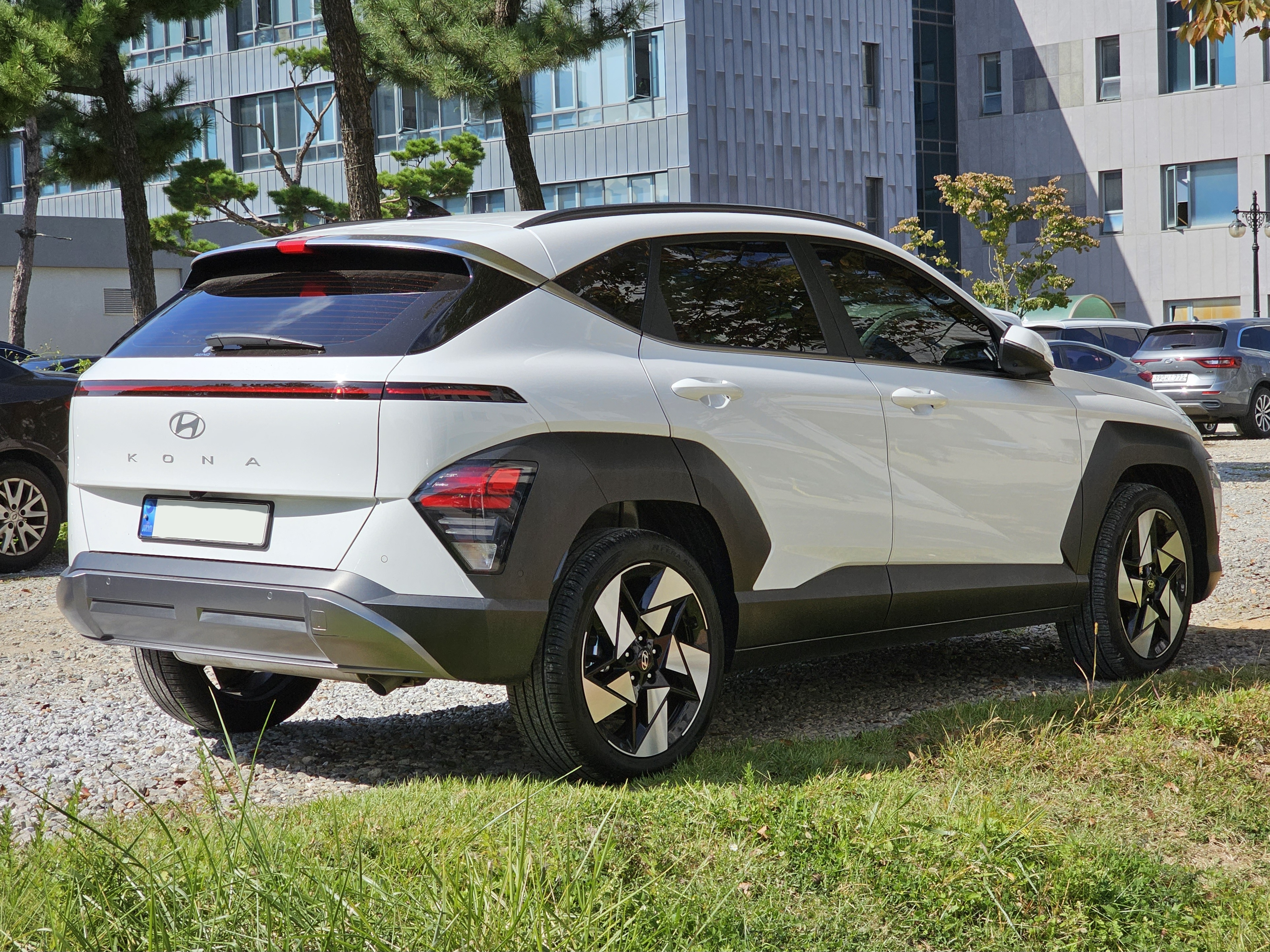
Вид сзади
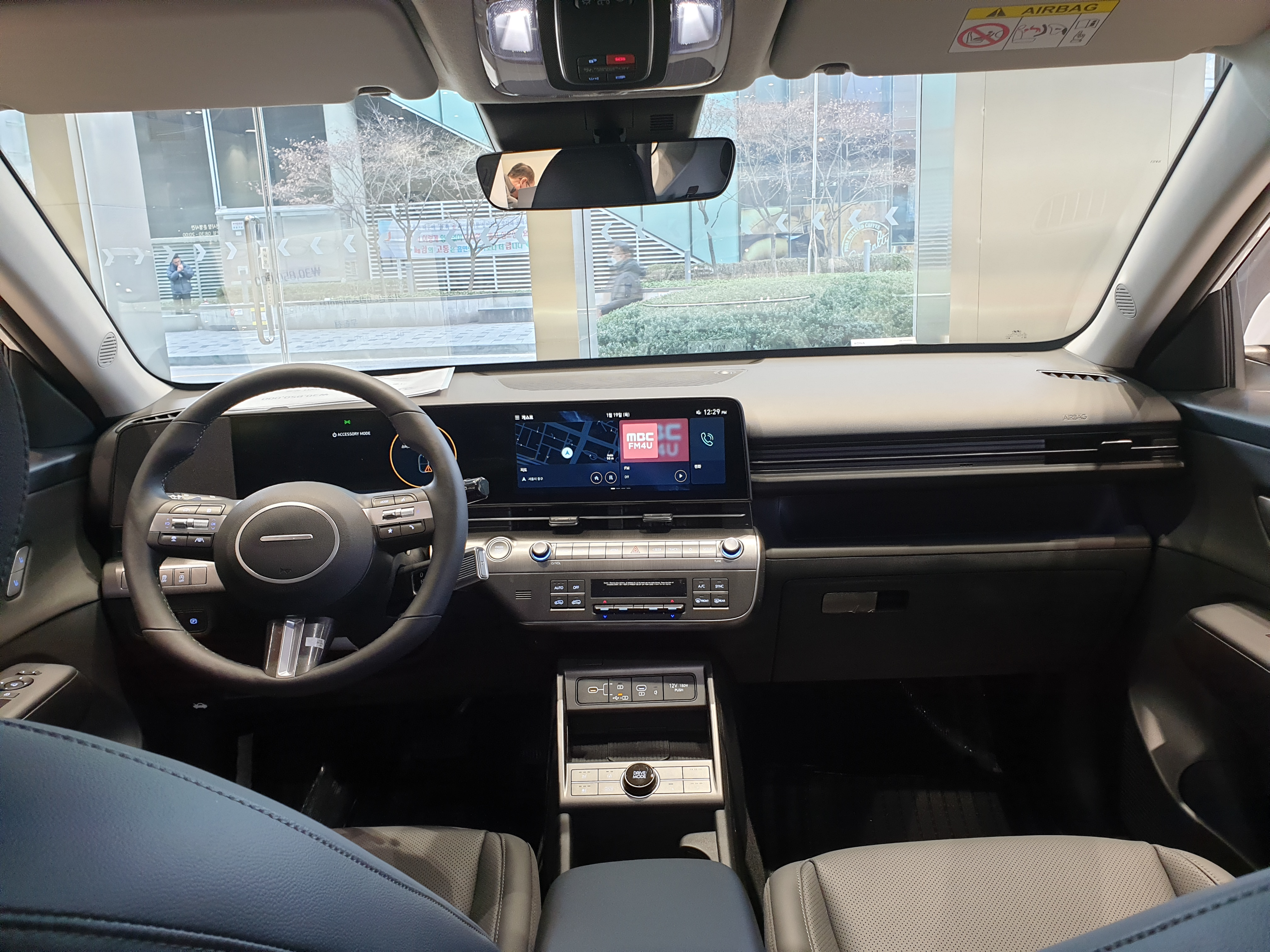
Интерьер

### Kona Electric

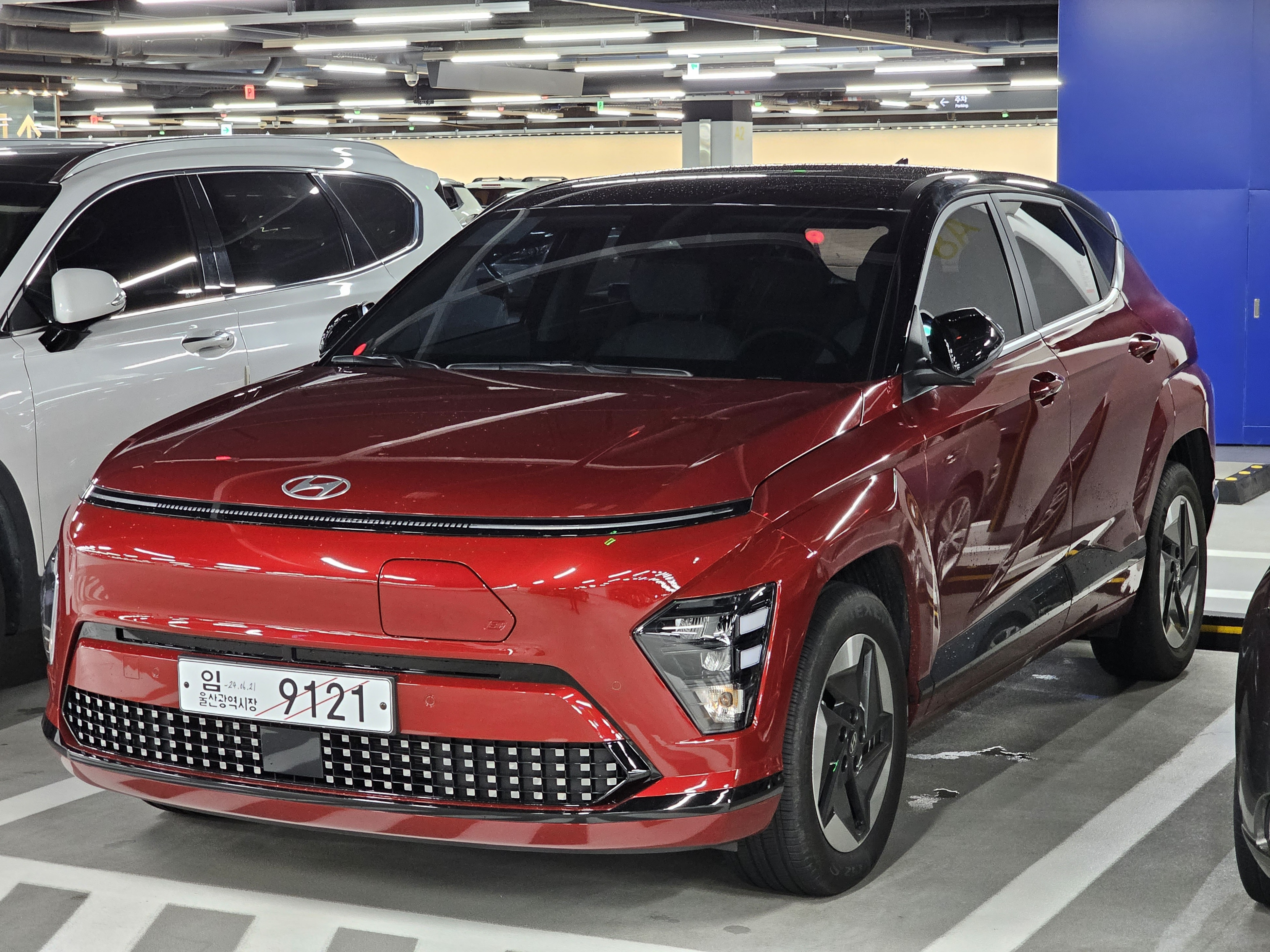
Kona Electric
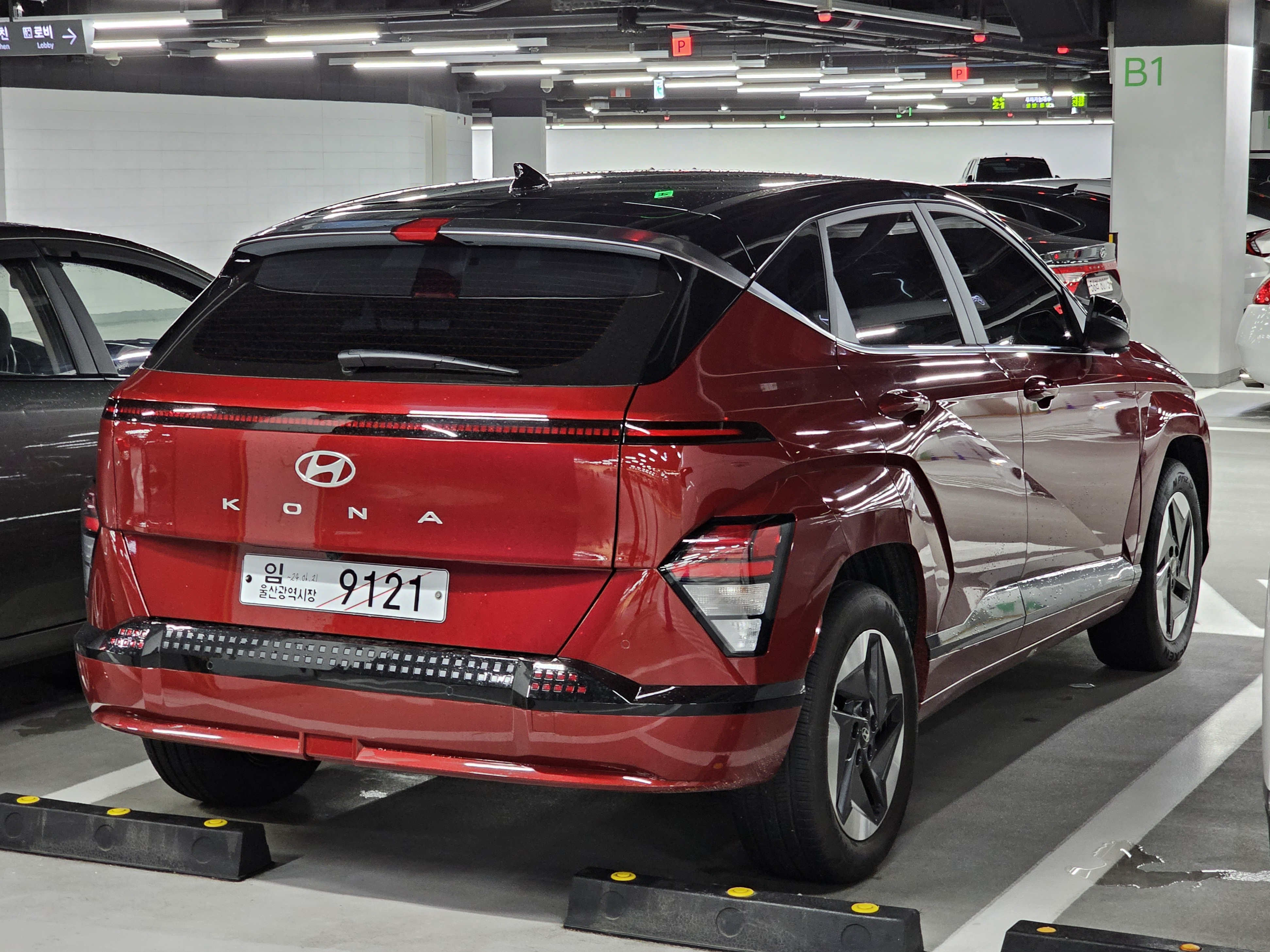
Kona Electric Вид сзади